# Gallo de pelea
Los llamados gallos de pelea,  de combate o de lidia pertenecen a un grupo de razas o tipos raciales de pollos domésticos (Gallus gallus domesticus) que se caracterizan por tener un comportamiento sumamente agresivo y se crían extensivamente con el objetivo de enfrentar los machos entre sí a manera de diversión y entretenimiento para quienes gustan de este tipo de espectáculos.
La agresividad se manifiesta tanto en las hembras como en los machos desde edades tempranas y a los pocos meses de vida resulta indispensable separar los machos unos de los otros para evitar que se peleen. La edad donde se separan varia según la cantidad de hembras con las que convivan, ya que no se toleran compartiendo un mismo espacio.
Un factor importante en relación con este comportamiento es el estacional. Cuando los gallos están pasando por la muda anual del plumaje algunos ejemplares reducen significativamente su agresividad y en ocasiones tienden a rehusar la pelea.
Lo que mejor distingue a los gallos de pelea de las demás razas de pollos domésticos es su comportamiento. Los gallos de pelea tienen altamente desarrollado el sentido de la territorialidad y consideran como rivales a todos aquellos que transgredan los límites de su territorio.
En la mayoría de las especies animales polígamas de la naturaleza, son los machos los que luchan entre sí, pero la mayor parte de las peleas tienen mucho de bravuconería o de amenaza. El efecto que se busca con ellas es solamente echar del lugar al intruso. Los machos que luchan fuera de su territorio huyen más fácilmente que cuando se encuentran en el suyo.
En este aspecto, la actitud de los gallos de pelea es diferente, porque en franca renuncia al instinto de supervivencia, estos pueden mantener su disposición combativa por tiempo indefinido, continuando a menudo la pelea hasta la muerte de uno de los contendientes. Los admiradores de estos gallos asocian esta actitud con la virtud humana del coraje o la valentía.
Esto último define otra característica de los gallos de pelea que se conoce por "ley", "finura" o "casta".
La ley, finura o casta es la cualidad más apreciada por la mayoría de criadores de gallos de pelea. Es tradición gallera sacrificar familias enteras de gallos y gallinas cuando alguno de sus hijos ha rehusado el combate con unas pocas heridas aunque no es algo correcto, o sin haber sido herido siquiera.
Las gallinas madres suelen ser las más culpadas de este "defecto" porque la tradición les atribuye un papel principal en la herencia de este carácter. Uno de los adagios de los criadores de gallos del estado de Campeche, México, dice así: "Las gallinas dan la ley, los gallos la espuela", queriendo expresar con esto que las hembras transmiten a sus hijos la bravura y el gallo la habilidad para golpear o herir. Pero no existe evidencia documental que avale esta creencia tan arraigada entre los criadores.
Los criadores suelen basar la selección de las hembras reproductoras casi exclusivamente en este carácter. Si un gallo abandona la pelea, su madre va "a la cazuela", pero si un padre ha tenido varios hijos ganadores de peleas continúa como reproductor a menos que el hecho se repita con hijos de otras gallinas.
Aunque los machos se suelen comprar y vender en el mercadeo de gallos de pelea, la tradición con las hembras es totalmente diferente: Las gallinas no se venden ni se compran. Las hembras solo se pasan de un criador a otro mediante regalo o préstamo y solo así pueden obtenerse polluelos hembras de esa gallina. Una gallina madre de gallos probados en la pelea se considera una gallina "probada" y constituye un regalo muy preciado entre los criadores.
Debido a los muchos cruzamientos entre gallos y gallinas reproductoras y al celo y la discreción de los criadores, a veces resulta imposible distinguir la procedencia racial de las aves. No obstante pueden distinguirse algunas razas o tipos raciales que han dado origen en su conjunto a los gallos de pelea actuales.

## Razas de gran talla

### Malaya
Es una raza de gran talla descendientes del Gallus giganteus, del antiguo reino de Siam, procedente de la Península de Malaca. Tienen la cresta del tipo llamado de pavo o de nuez y un cuello largo que ofrece el aspecto de una serpiente y la parte superior del cuerpo ligeramente curvada hacia delante. Son animales de mucha fuerza y gran peso, de acuerdo a restos óseos conservados, tenían 90 cm aprox. de altura, y más de 7 kg de peso. Tienen el plumaje muy ceñido al cuerpo, el dorso algo abovedado y caído, y la cola muy caída. Tienen el cráneo muy ancho y los ojos hundidos amarillos y color perla, pico reforzado, cañas gruesas de escamas grandes color amarillento, espolón grueso curvado hacia abajo.

### Combatiente de Indias

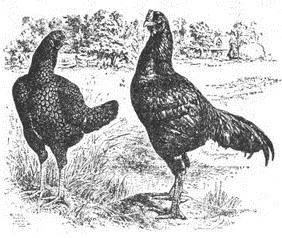
Gallos de la raza Combatiente de Indias (Indian Game).

Conocida por los ingleses como Indian Game y como Cornish en América del Norte, esta raza tiene gran parecido con la Malaya, de la cual se origina. Son tan parecidas que se confunden. Se distingue de la Malaya por tener el orillado de las plumas (laceado) como en el plumaje perdiz de la hembra de la variedad roja y en ambos sexos en la variedad blanca y roja. En sus orígenes esta raza se crio  principalmente por su carne, no es propiamente un ave de pelea. Se clasifica como combatiente aunque lo es más de nombre que de aptitud. Se la utilizó mucho para cruzamientos, participando en la formación de muchas de las razas de carne actuales.

### Shamo

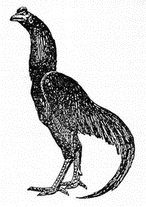
Gallo de la raza Shamo.

El origen de esta raza japonesa no está bien determinado. Algunos piensan que se origina de la raza Sumatra por su gran tamaño, porte y plumaje, caracterizado por una cola de grandes plumas guías, ligeramente caídas, mientras que otros consideran que se origina de la raza Malaya. Son aves de gran talla y estatura, con toda la posición del cuerpo levantado, cuello largo y musculoso. Tienen una gran fuerza en sus patas y una gran resistencia física. Las peleas entre estos gallos pueden durar horas y se caracterizan por empujar al contrario. Algunos piensan que esta raza ha intervenido en la formación del gallo de combate americano.

### Raza de combate del norte de Francia
Es una raza muy antigua y más grande que la inglesa. De cabeza grande, cresta simple y grande, orejillas y barbillas rojas y muy grandes también. El cuerpo echado hacia atrás. Cola grande con largas plumas y algo levantadas. Patas fuertes y cortas y los dedos gruesos y largos y muy veloz de navaja corta.

### Belga de Brujas y de Lieja
Es una raza muy antigua. Son aves muy feroces. La raza estaba extendida por toda Bélgica pero especialmente en las provincias de Lieja y Henao. También se criaban por la finura de su carne. Los gallos son corpulentos con barbillas violáceas, ojos rojos y pico fuerte y de mediana longitud. El cuello es largo con largas plumas, espaldas anchas, cola larga y tupida y la llevan no muy alta. Tienen las patas fuertes y carnudas, los tarsos de azul plomizo oscuro más bien largos y los dedos largos. Las gallinas ponen los huevos de cáscara blanca.

### Raza Sweater
Es una de las razas de gallos criadas en Estados Unidos hace años que tiene mayor demanda en los circuitos galleros de más alto nivel. En países como Filipinas o México, dominan las competiciones con navaja cortante. Tienen como característica que son de colores que van del colorado naranja al colorado claro, patas amarillas y cabeza redonda. Su origen o procedencia es de la línea de gallos de pelea Kelso y mclean 

### Raza Radio
Este tipo de gallos de pelea, constituye una de las razas de gallos de más éxito de todos los tiempos. La familia de gallos radio es muy usada actualmente por los criadores de Estados Unidos y México. La historia acerca de su origen es desconocida, e incluso el mismo criador de esta raza, Sr. Johnnie Jumper, llegó a decir que del gallo que originó esta familia se sabe poco.

## Razas de talla mediana

### Asil

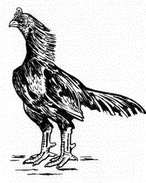
Gallo de la raza Asil.

La antigüedad de esta raza de origen asiático se remonta a mil años antes de nuestra era y algunos la consideraron como la originaria de todas las razas de pelea. A mediados del siglo XIX se introdujo en Europa procedente de India. Tiene alguna semejanza con la raza Malaya y con la Indian Game, pero los gallos son mucho más pequeños y compactos. Las aves con ascendencia Asil tienen el cráneo ancho y fuerte, las plumas de cabeza y cuello ligeramente "erizadas" por la parte posterior, pico muy grueso y curvo, cresta de guisante muy corta y dura, ojos hundidos, orejillas y barbillas insignificantes, cuello muy musculoso, alas altas, cortas y redondeadas; la cola corta, caída, estrecha y de plumas duras. Los muslos son musculosos, de plumaje corto y muy apartados uno de otro. Además del Asil común se reconocen las variedades de Asil Rampura, de India central, que son más esbeltas, y las variedades Asil Rajá y Asil Madrás que son más corpulentas.

### Inglesa

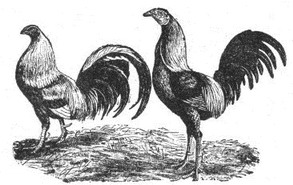
Gallos de pelea ingleses: Antiguo (izquierda); Moderno (derecha).

Se cree que esta raza es la misma que existía en Inglaterra cuando su ocupación por los romanos. Es la verdadera raza de pelea y de ella se han formado todas las razas de gallos de pelea del continente europeo. El tipo antiguo Old English Game fue luego modificado por selección dando lugar al tipo moderno (Modern English Game) con gallos mucho más altos y esbeltos. La cabeza de estos gallos es pequeña y aplastada. El cuerpo es esbelto, las espaldas son anchas y la parte posterior del cuerpo es estrecha siendo gradual la disminución del diámetro. El pecho es ancho pero no prominente, las alas fuertes y cortas, muy apretadas a los flancos y el vuelo ligero y fácil. Las patas son largas y los tarsos fuertes. El plumaje es muy tupido, la cola estrecha y alta.

### Gallos españoles de pelea

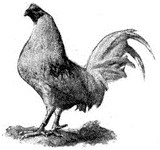
Gallo de combate Jerezano.

Los gallos españoles de pelea se originan de la raza inglesa antigua Old English Game pero son más corpulentos. Se han seleccionado y multiplicado mayormente en Canarias, Valencia, Andalucía y en Islas Baleares. En Mallorca y en Andalucía, especialmente en Jerez de la Frontera y toda la Provincia de Cádiz hay tradición de exportación de gallos españoles de pelea. La mayor parte de los gallos de pelea que se exportan a Francia y a Hispanoamérica proceden de dicha región de España, por esa razón estos gallos son más bien conocidos como gallos "Jerezanos".

## Razas enanas de combate
Las razas enanas de combate, conocidas como Bantams comprenden variedades de aves originadas a partir de la Raza Inglesa pero de muy pequeña talla. Estas aves, aunque tienen bastante instinto belicoso no se utilizan para peleas, más bien se consideran razas de lujo o de fantasía, como American Game Bantam, Old English Game Bantam y Modern Game Bantam.
El enanismo tipo Bantam común a estas razas consiste de un carácter hereditario ligado al sexo.

## Tipos de crestas
Los gallos de pelea suelen exhibir algunos tipos de crestas que ya no se observan en la mayoría de las razas comerciales productoras de carne y huevos. La práctica de preparación de los gallos de pelea incluye la mutilación de las crestas y las barbillas a los 8 o 12 meses de edad, para evitar que estos apéndices sirvan de presa al adversario (Castelló). Pero se suele tener la precaución de dejar la parte anterior intacta para poder seguir reconociendo el tipo de cresta original de cada gallo. A pesar de esta precaución, los poco conocedores de la actividad encuentran dificultades para reconocer el tipo de cresta una vez mutilada e incluso muchas personas piensan que los gallos de pelea carecen de crestas y barbillas.

### Cresta de rosa o de lanza

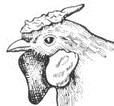
Cresta de Rosa.

La cresta de rosa (Rose, en inglés) es baja, ancha y puntiaguda en la parte posterior. Su superficie superior está cubierta por pequeñas papilas o tubérculos que son mayores en los machos que en las hembras. La presencia de este tipo de cresta está controlada por un factor hereditario R completamente dominante. Los heterocigotos Rr+ solamente se pueden distinguir de los homocigotos RR mediante una prueba de descendencia.

### Cresta de guisante

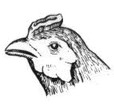
Cresta de guisante.

La cresta de guisante (Peanut, en inglés) es un tipo de cresta baja, con tres hileras longitudinales de papilas, siendo más destacada la hilera central. Es la cresta típica de las razas Cornish (Indian Game), Asil, Shamo, Tuzo y otras. Está controlada por un gen parcialmente dominante designado P. Las aves no portadoras: p+p+ tienen la cresta simple o de sierra, mientras que los heterocigotos Pp+ se reconocen por tener la hilera central de la cresta bien desarrollada, gruesa e irregular con las hileras laterales casi insignificantes, apareciendo solo como nudosidades por lo que en algunos casos pueden confundirse con las crestas de sierra.

### Cresta de pavo o de nuez

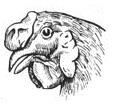
Cresta de pavo o de nuez.

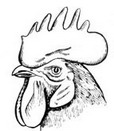
Cresta de sierra.

La cresta de pavo o de nuez (Walnut, en inglés) es un tipo de cresta muy pequeña, con una superficie desigual con pliegues irregulares como una fresa. Es un carácter típico de la raza Malaya y se debe a una interacción epistática del gen de cresta de guisante P con el gen de cresta de rosa R (Hutt). La herencia de estos caracteres está tan bien estudiada que sirve como ejemplo en los textos de genética.

## Estilos de pelea
Cada gallo tiene su modo de pelea particular por lo que se conoce una gran variedad de estilos. No obstante, pueden reconocerse varios estilos o modos de pelea básicos que ya viene grabado en su código genético. Existían dos líneas de aves: los Ratitae, (corredoras) y los Karinatae (voladoras).
Los gallos se castan de acuerdo al estilo de lucha, y a su temperamento o carácter, para las exhibiciones se cría de acuerdo al tipo, o tipología de la raza, es decir la complexión física. Los estilos de lucha son de acuerdo a la raza que los originó, actualmente la mayoría de los gallos que se pelean son mestizos, llevan sangre de varias razas de gallos para combinar estilos de lucha, de acuerdo al arma que llevan (actualmente ya no luchan con arma natural), se fabrican armas de varios materiales y se les colocan en vez del arma natural que la naturaleza les dio.
Atendiendo a la altura de la mayoría las picadas para sujetar al contrario los estilos suelen definirse como: Por arriba o montado, por el medio o por debajo. La sujeción del contrario es importante para poder asestar las heridas más efectivas, por esto se prefieren los gallos que sujetan al contrario por encima, por la cabeza, pero que también sepan sujetar al contrario por el pescuezo o por el buche en caso de quedar ciegos durante la pelea, o si no pueden sujetar al contrario al menos lo rebatan.
Atendiendo al movimiento en torno al contrario se distinguen algunos gallos llamados corredores. Los corredores son aquellos que a intervalos se separan del contrario y corren a su alrededor para descansar de la pelea por unos segundos, retornando al combate sin previo aviso. Muchos gallos corredores resultan ganadores, pero cuando las peleas por reglamento son de corta duración este estilo puede resultar desventajoso porque los gallos corredores tienden a alargar la duración de las peleas.
Atendiendo al modo de entrar en contacto con el contrario algunos gallos se conocen como empujadores. Los gallos empujadores literalmente empujan con el pecho al contrario sacándolo de equilibrio. Este es un estilo típico de las razas orientales como Shamo o Asil y que se trasmite a su descendencia.
Atendiendo a la cantidad de patadas que puede ejecutar un gallo en un pequeño intervalo de tiempo surge la denominada gallareta. Este estilo de pelea esta caracterizado principalmente por la velocidad requerida para que un gallo pueda patear al menos cinco veces con un solo brinco, este estilo es muy ventajoso para los fanáticos del deporte ya que resulta devastador cuando un gallo puede realizar una gallareta en una pelea, y su lado contrario es que este estilo demanda mucho físico del ave lo cual va mermando su energía de manera radical.
Actualmente y refiriéndonos exclusivamente a las razas que son utilizadas en combates con navaja cortante de una pulgada y mayores lo que se busca en la progenie es justamente que no sea necesario asegurar al rival con el pico de ningún sitio (cabeza o cuello) ya que esto lo haría verse en desventaja ante un rival que inicia su combate únicamente con las patas, las cuales se encuentran armadas con la navaja mencionada y no con el pico; lo cual sería sumamente perjudicial ya que esta ave al buscar el picotazo para asegurar se encontraría directamente con el arma del contrario y perdería el combate en ese intento.